# Air Côte d'Opale
Air Côte d'Opale (code OACI : OPL), était une ancienne compagnie aérienne régionale française basée sur l'aéroport de Calais dans le Pas-de-Calais effectuant du transport à la demande et des liaisons aériennes régulières.

## Histoire

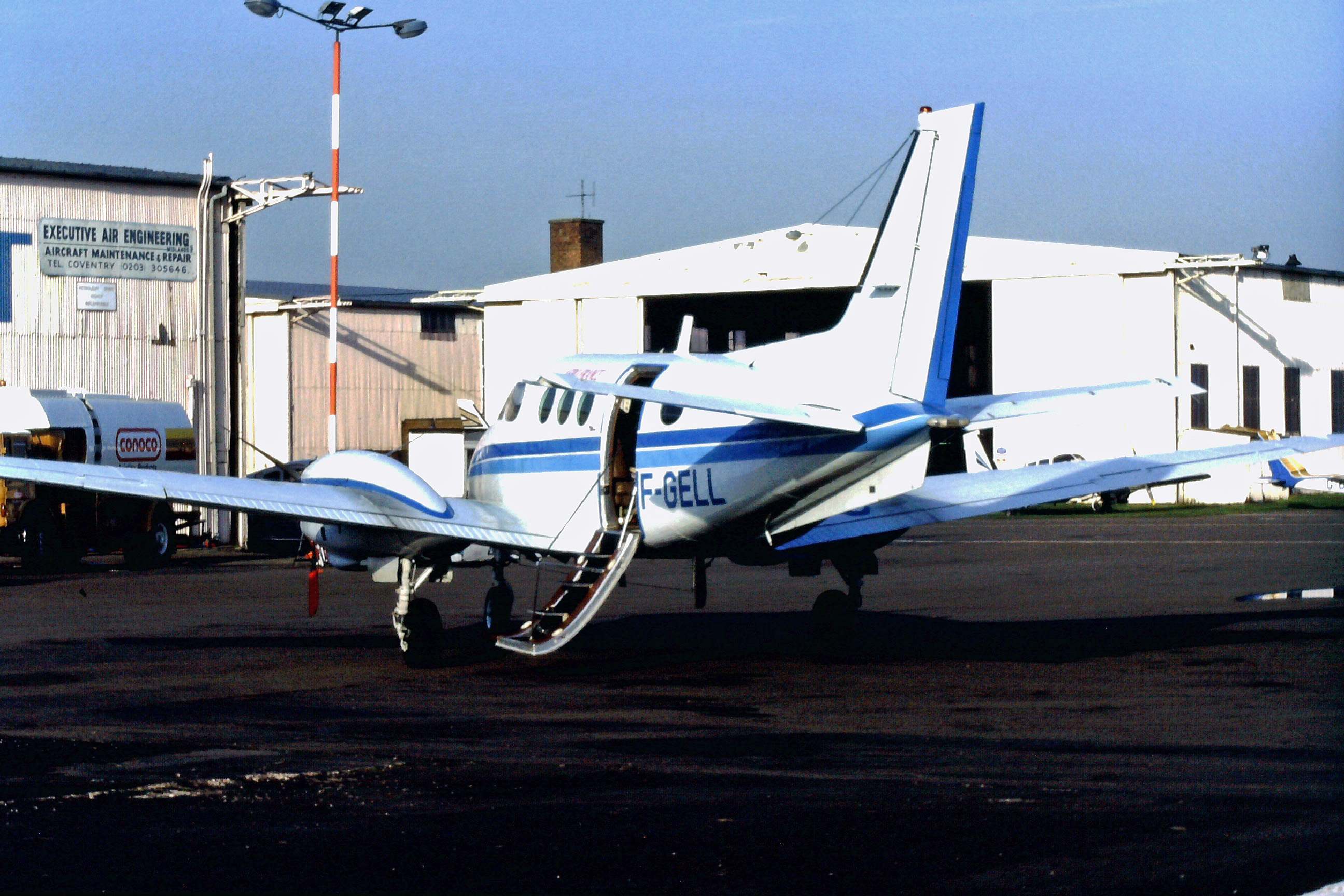
Beechcraft King Air F-GELL à Coventry Airport en 1988.

La compagnie d'aviation de transport à la demande,, Air Côte d’Opale a été créée en 1978 à l’initiative de quelques industriels du secteurs à savoir Blitz électricité Calais (création 1963), Tioxide Calais (création 1967), Arbat, les Fonderies du Boulonnais (création 1958), Desmidt et la Société de travaux régionaux.
Le Président de la compagnie était Pierre Coppin.
Joël Deneu était pilote et administrateur de la société. Bertrand Manesse a également été pilote du Beechcraft 90 entre 1991 et 1992.
Elle était basée sur l'aéroport de Calais, sur la commune de Marck.
Elle assurait son activité d'avion-taxi de Calais mais aussi de l'aéroport du Touquet.
Air Côte d’Opale reliait Calais à de nombreuses villes françaises et britanniques.
Elle avait également un bureau à l'aéroport de Lille.
Elle devenait  en 1996, A.C.O Voyage repris par la famille Arnoux de Rety dans la Pas-de-Calais et toujours basée sur l'aéroport de Calais.

## Le réseau
- Transport sur toute la France et en Angleterre

## Flotte
- Piper Seneca PA-34[14] immatriculé F-BVJJ[15].
- Piper Aztec PA-23[16] immatriculé F-BVJK[17].
- Beechcraft E-90 King Air immatriculé F-GELL[18],[19].